# Sezer Öztürk
Sezer Öztürk (Velbert, 3 november 1985) is een Duits-Turkse voormalig voetballer die onder andere speelde bij Fenerbahçe en Beşiktaş.

## Clubcarrière
Öztürk startte zijn voetbalcarrière in zijn geboorteland bij Bayer Leverkusen. Toen hij 19 was mocht hij al direct met de eerste ploeg spelen. In 2005 was hij in de tussenperiode verhuurd aan de Belgische club Germinal Beerschot. Daarna koos hij voor nog een Duitse avontuur. Dit keer was het 1. FC Nürnberg. Hij ging in 2007 naar Turkije voor Manisaspor. Hij speelde daar 2 jaar en werd verkocht aan een ietwat grotere club Eskişehirspor.
Fenerbahçe nam hem over in 2011 voor een vierjarige verbintenis. In 2013 tekende hij echter bij rivaal Beşiktaş, waar hij nooit in actie wist te komen. Hij werd in 2014 verhuurd aan Istanbul Başakşehir en in 2015 aan Eskişehirspor. Beşiktaş vroeg hem bij terugkomst van zijn huurperiode een nieuwe club te vinden, vanwege beelden in de media dat hij was aangekomen en trainde bij amateurboks verenigingen. Hij is na Beşiktaş gestopt met voetballen.

## Interlandcarrière
Öztürk werd tweede met Turkije U19 op het Europees kampioenschap voetbal onder 19 in 2004. In het toernooi scoorde hij twee keer in de 2-3 gewonnen halve finale tegen Zwitserland. In 2010 werd hij opgeroepen door bondscoach Guus Hiddink en ging mee op trainingskamp naar de Verenigde Staten. Hij mocht echter nooit in actie komen voor het Turks voetbalelftal.

## Privé
Op 27 september 2021 meldden Turkse media dat Öztürk werd gezocht na een verkeersruzie, waarbij hij 1 persoon zou hebben doodgeschoten en vier anderen zou hebben verwond. Op 27 november 2021 werd hij opgepakt dicht bij de grens met Georgië, waar hij naartoe wilde vluchten. Hij werd veroordeeld tot 12,5 jaar gevangenisstraf.

## Erelijst
- Fenerbahçe
  - Turkse voetbalbeker (2): 2011-2012, 2012-2013